# Eld (pseudonym)
Eld, pseudonym för Erik Evald Wilhelm Lundegård, född den 18 mars 1900 i Luleå, död den 23 mars 1982 i Sollentuna, var en svensk journalist, kåsör och manusförfattare. 

## Biografi
Erik Lundegård var son till tidningsredaktören Karl Lundegård och dennes hustru Emmy Charlotta Durén. Han blev själv far till journalisten Mats Lundegård och farfar till journalisten Åsa Lundegård.
Lundegård studerade vid läroverket i Sundsvall 1911–1914 samt vid Södra Latin 1914–1918. Omedelbart därefter anställdes han vid Svenska Telegrambyrån och Svenska Notisbyrån där han var till 1921. Han medverkade i Svenska Dagbladet under våren 1923 och från hösten samma år i Dagens Nyheter. Han blev medlem av Publicistklubben 1923.
I Dagens Nyheter medverkade Lundegård under signaturen "Eld" med kåserier i lättsam vardagston, ofta försedda med halsbrytande ordvändningar, där en av de oftast återgivna lyder: Korna äter med iver klöver, gör sedan sådant man kliver över. Hans kåserier finns samlade i bland andra volymerna Ingen rök utan Eld (1957) och Eldsvåda (1964). Utöver "Eld" använde Lundegård även signaturen "Tian".

## Producent
- 1942 – Kan doktorn komma?
- 1942 – Sol över Klara
- 1943 – I mörkaste Småland
- 1943 – Kajan går till sjön
- 1944 – Vår Herre luggar Johansson
- 1946 – Saltstänk och krutgubbar
- 1948 – Robinson i Roslagen

## Filmmanus
- 1942 – Rospiggar
- 1942 – Sol över Klara
- 1944 – Vår Herre luggar Johansson
- 1945 – Bröderna Östermans huskors
- 1946 – Bröllopet på Solö

## Filmografi roller
- 1923 – Hälsingar
- 1954 – Dagstidningskåsörerna

## Författare, barnbok
- 1947 – Sagan om siffrorna